# Lipiniec
Lipiniec je vesnice ve Velkopolském vojvodství, v okrese Chodzież. Má status starostenství a je součástí gminy Margonin. Leží 5 km severovýchodně od města Margonin.